# 爆夜〜BAKUNAI
爆夜〜BAKUNAI（ばくない）は2013年4月3日からアール・エフ・ラジオ日本で放送されているラジオ番組。

## 概要
『元爆と敬一のラジオDEシクヨロ!』の終了から1年ぶりにラジオ日本で開始された元祖爆笑王の冠番組。
「笑いで日本を笑顔に」をキャッチフレーズにお届けするバラエティ番組。
番組公式ハッシュタグは「#bakunai1422」。
2021年9月、金澤が子宮内膜症のため一時活動休止となることを受け、9月26日・10月3日放送分はJuice=Juiceの松永里愛が代打でパーソナリティを務めた。
2021年11月21日の放送で金澤が番組から卒業。翌週28日の放送で三代目アシスタントとして段原瑠々と植村あかりが交代で担当することが発表された。

## 出演者
MC
- 元祖爆笑王

アシスタント
- 段原瑠々（Juice=Juice）
2021年11月28日以降
- 松永里愛（Juice=Juice）
代打：2021年9月26日・10月3日
正式：2024年6月23日以降

過去のアシスタント
- 夏焼雅（Berryz工房）
2013年4月3日 - 2015年2月25日
- 金澤朋子（Juice=Juice）
2015年4月3日 - 2021年11月21日
- 植村あかり（Juice=Juice）
2021年11月28日 - 2024年6月9日

## 放送時間
| 期間                         | 放送時間          | 番組枠                   |
| ---------------------------- | ----------------- | ------------------------ |
| 2013年4月3日 - 2015年3月25日 | 水曜27:00 - 27:30 |                          |
| 2015年4月3日 - 2016年1月01日 | 金曜26:00 - 26:30 | ラジオ日本NEXT           |
| 2016年1月6日 - 2017年3月29日 | 水曜26:00 - 26:30 |                          |
| 2017年4月2日 -               | 日曜23:30 - 24:00 | ラジオ日本ハロプロアワー |

## コーナー
ふつおた
元祖爆笑王と金澤への質問などを募集するコーナー。
教えて!元爆
元祖爆笑王がリスナーの悩みや相談事を解決するコーナー。
お願い…と♡も♡こ
金澤に言ってほしいセリフ、言いそうなセリフを設定と共に募集するコーナー。

## ゲスト

### 2013年
- 8月28日：清水佐紀

### 2014年
- 2月12日、19日：岡安章介（ななめ45°）
- 6月4日、11日：徳永千奈美
- 9月10日：さわやか五郎（上々軍団）
- 12月17日、24日：岡田ロビン翔子

### 2015年
- 1月7日、14日：岡安章介（ななめ45°）
- 3月4日：三遊亭とむ
- 3月18日：タイムマシーン3号
- 6月12日、19日：宮崎由加
- 7月10日、17日：宮本佳林
- 7月31日：宮崎由加
- 10月2日、9日：稲場愛香
- 10月16日、23日：植村あかり
- 12月18日、25日：宮崎由加

### 2016年
- 2月10日、17日：高木紗友希
- 4月6日、13日：ななめ45°
- 4月20日：宮崎由加
- 6月15日、22日：植村あかり
- 7月20日：高木紗友希
- 8月10日、17日：高木紗友希
- 8月24日、31日：宮崎由加
- 9月21日、28日：ななめ45°
- 10月5日、12日：三遊亭とむ
- 10月19日：島田秀平
- 10月26日：島田秀平、土谷隼人（ななめ45°）
- 12月14日、21日：宮本佳林

### 2017年
- 1月11日：三遊亭とむ
- 2月7日、15日：中島卓偉
- 2月22日：そうすけ（360°モンキーズ）
- 3月1日：そうすけ（360°モンキーズ）、三遊亭とむ
- 4月16日、23日：高木紗友希
- 6月25日、7月2日：夏焼雅
- 7月23日、30日：羅漢
- 8月20日、27日：段原瑠々
- 9月3日、10日：梁川奈々美
- 10月15日：植村あかり
- 10月22日：植村あかり、吉川茉優
- 11月5日：土谷隼人（ななめ45°）
- 12月10日、17日：鈴木愛理

### 2018年
- 2月11日：吉川茉優、鍛治島彩
- 2月25日、3月4日：山木梨沙
- 3月25日、4月1日：段原瑠々
- 5月13日、20日：宮崎由加
- 6月10日、17日：宮本佳林
- 7月29日、8月5日：稲場愛香
- 10月7日、14日：高木紗友希
- 11月18日、25日：梁川奈々美
- 12月16日：アイデンティティ

### 2019年
- 2月10日、17日：植村あかり
- 2月24日、3月3日：浅倉樹々、秋山眞緒
- 3月24日、31日：中島卓偉
- 6月2日、9日：宮崎由加
- 7月28日、8月4日：高木紗友希
- 8月11日、18日：西田汐里、高瀬くるみ
- 9月22日、29日：山岸理子、岸本ゆめの
- 11月3日、10日：工藤由愛、松永里愛
- 12月15日、22日：高木紗友希

### 2020年
- 1月12日、19日：植村あかり
- 2月23日、3月1日：宮本佳林
- 3月8日、15日：稲場愛香
- 3月29日：中島卓偉
- 5月3日：宮本佳林
- 5月10日：高木紗友希
- 5月24日：稲場愛香

### 2023年
- 8月6日、13日：錦笑亭満堂
- 11月26日、12月3日：工藤由愛

### 2024年
- 9月29日、10月6日：川嶋美楓